# Camissoniopsis
Camissoniopsis W.L.Wagner & Hoch – rodzaj roślin z rodziny wiesiołkowatych. W jego obrębie znajduje się 14 gatunków. Występuje naturalnie w Stanach Zjednoczonych (Oregon, Kalifornia, Nevada i Arizona) oraz północno-zachodnim Meksyku. 

## Systematyka
Pozycja systematyczna według APweb (2001...)
Rodzaj należący do podrodziny Onagroideae, rodziny wiesiołkowatych (Onagraceae Juss.), która wraz z siostrzaną grupą krwawnicowatych (Lythraceae) wchodzi w skład rzędu mirtowców (Myrtales). Rząd należy do kladu różowych (rosids) i w jego obrębie jest kladem siostrzanym bodziszkowców.
Wykaz gatunków
| - Camissoniopsis bistorta (Nutt.) W.L.Wagner & Hoch - Camissoniopsis cheiranthifolia (Hornem. ex Spreng.) W.L.Wagner & Hoch - Camissoniopsis confusa (P.H.Raven) W.L.Wagner & Hoch - Camissoniopsis guadalupensis (S.Watson) W.L.Wagner & Hoch - Camissoniopsis hardhamiae (P.H.Raven) W.L.Wagner & Hoch - Camissoniopsis hirtella (Greene) W.L.Wagner & Hoch - Camissoniopsis ignota (Jeps.) W.L.Wagner & Hoch | - Camissoniopsis intermedia (P.H.Raven) W.L.Wagner & Hoch - Camissoniopsis lewisii (P.H.Raven) W.L.Wagner & Hoch - Camissoniopsis luciae (P.H.Raven) W.L.Wagner & Hoch - Camissoniopsis micrantha (Hornem. ex Spreng.) W.L.Wagner & Hoch - Camissoniopsis pallida (Abrams) W.L.Wagner & Hoch - Camissoniopsis proavita (P.H.Raven) W.L.Wagner & Hoch - Camissoniopsis robusta (P.H.Raven) W.L.Wagner & Hoch |